# NPO Saturn

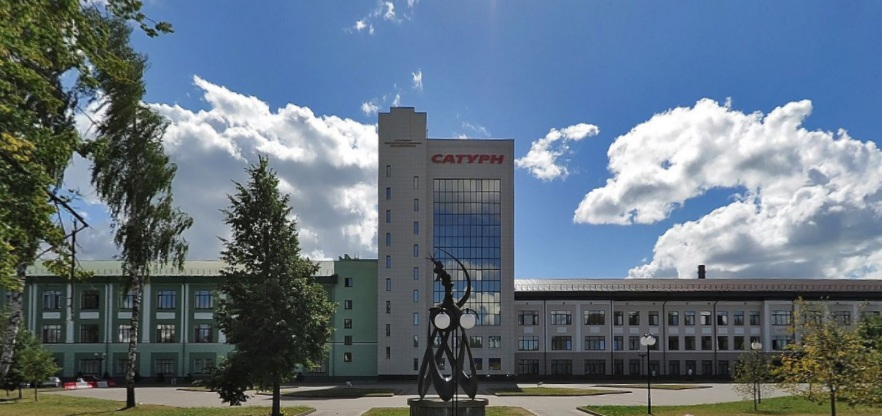
Der Sitz von NPO Saturn

NPO Saturn (russisch НПО Сатурн) ist ein russischer Flugtriebwerkshersteller mit Sitz in Rybinsk. Das Unternehmen entstand aus dem Zusammenschluss von Rybinsk Motors und Ljulka-Saturn. NPO Saturn ist über die United Engine Corporation Teil von Rostec.
Gefertigt werden Strahltriebwerke verschiedener Modelle für die militärische und zivile Luftfahrt. Es werden aber auch stationäre Gasturbinen und Schiffsantriebe hergestellt. NPO Saturn ist darüber hinaus zu 50 % bei PowerJet beteiligt.